# I Go
I Go è un singolo di Peggy Gou, pubblicato il 9 luglio 2021 come estratto dall'album in uscita I Hear You.

## Descrizione
Il brano musicale vuole essere un omaggio alla cultura britannica del rave, totalmente assente nel paese natio dell'artista, la Corea, quando Gou era un'adolescente. L'artista ha tratto ispirazione, nello scrivere il testo del brano, da un appunto che la stessa aveva memorizzato nel proprio cellulare nel 2019, mentre si trovava in un aeroporto.

## Video musicale
Il video musicale del brano è stato diretto da Inji Seo pubblicato il 6 agosto 2021.

## Tracce
Testi di Maktoop e Peggy Gou, musiche di Peggy Gou.
1. I Go – 5:58
2. I Go (Edit) – 3:44